# Borussia Verein für Leibesübungen 1900 Mönchengladbach 2006-2007
Questa voce raccoglie le informazioni riguardanti il Borussia Verein für Leibesübungen 1900 Mönchengladbach nelle competizioni ufficiali della stagione 2006-2007.

## Stagione
Nella stagione 2006-2007 il Borussia Mönchengladbach, allenato da Jupp Heynckes e Jos Luhukay, concluse il campionato di Bundesliga 2006/2007 al 18º posto. In Coppa di Germania il Borussia Mönchengladbach fu eliminato al secondo turno dall'Osnabrück.

## Rosa
| N. |                        | Ruolo | Calciatore           |
| -- | ---------------------- | ----- | -------------------- |
| 1  | Stati Uniti (bandiera) | P     | Kasey Keller         |
| 2  | Danimarca (bandiera)   | D     | Bo Svensson          |
| 3  | Belgio (bandiera)      | D     | Filip Daems          |
| 5  | Germania (bandiera)    | C     | Marcell Jansen       |
| 6  | Polonia (bandiera)     | C     | Eugen Polański       |
| 7  | Danimarca (bandiera)   | C     | Mikkel Thygesen      |
| 8  | Danimarca (bandiera)   | C     | Sebastian Svärd      |
| 9  | Belgio (bandiera)      | A     | Wesley Sonck         |
| 10 | Argentina (bandiera)   | C     | Federico Insúa       |
| 13 | Portogallo (bandiera)  | D     | Zé António           |
| 14 | Norvegia (bandiera)    | C     | Hassan El-Fakiri     |
| 15 | Brasile (bandiera)     | A     | Kahê                 |
| 16 | Belgio (bandiera)      | C     | Bernd Thijs          |
| 17 | Svizzera (bandiera)    | C     | David Degen          |
| 18 | Germania (bandiera)    | D     | Tim Rubink           |
| 19 | Germania (bandiera)    | P     | Christofer Heimeroth |
| 20 | Danimarca (bandiera)   | D     | Kasper Bøgelund      |

| N. |                           | Ruolo | Calciatore             |
| -- | ------------------------- | ----- | ---------------------- |
| 21 | Germania (bandiera)       | C     | Johannes van den Bergh |
| 22 | Germania (bandiera)       | C     | Oliver Kirch           |
| 23 | Angola (bandiera)         | A     | Nando Rafael           |
| 24 | Germania (bandiera)       | C     | Peer Kluge             |
| 25 | Nigeria (bandiera)        | A     | Moses Lamidi           |
| 26 | Germania (bandiera)       | A     | Michael Delura         |
| 27 | Germania (bandiera)       | A     | Oliver Neuville        |
| 28 | Costa d'Avorio (bandiera) | D     | Steve Gohouri          |
| 29 | Germania (bandiera)       | C     | Alexander Baumjohann   |
| 31 | Germania (bandiera)       | P     | Michael Melka          |
| 32 | Germania (bandiera)       | P     | Frederic Löhe          |
| 33 | Germania (bandiera)       | D     | Marvin Compper         |
| 36 | Germania (bandiera)       | C     | Robert Fleßers         |
| 37 | Germania (bandiera)       | D     | Tobias Levels          |
| 39 | Germania (bandiera)       | C     | Marko Marin            |
| 40 | Germania (bandiera)       | P     | Stefan Richter         |
| 41 | Germania (bandiera)       | A     | René Schnitzler        |

## Organigramma societario
Area tecnica
- Allenatore: Jos Luhukay
- Allenatore in seconda: Markus Gellhaus
- Preparatore dei portieri: Uwe Kamps
- Preparatori atletici:

## Calciomercato

### Sessione estiva
| Acquisti | Acquisti             | Acquisti                        | Acquisti |
| R.       | Nome                 | da                              | Modalità |
| -------- | -------------------- | ------------------------------- | -------- |
| C        | David Degen          | Basilea                         |          |
| A        | Michael Delura       | Hannover 96                     |          |
| P        | Christofer Heimeroth | Schalke 04                      |          |
| C        | Federico Insúa       | Boca Juniors                    |          |
| C        | Marko Marin          | Eintracht Francoforte (allievi) |          |
| C        | Sebastian Svärd      | Vitória Guimarães               |          |
| A        | Václav Svěrkoš       | Hertha Berlino                  |          |

| Cessioni | Cessioni            | Cessioni               | Cessioni |
| R.       | Nome                | da                     | Modalità |
| -------- | ------------------- | ---------------------- | -------- |
| D        | Milan Fukal         | Jablonec               |          |
| C        | Niels Oude Kamphuis | Twente                 |          |
| C        | Jörg Böhme          | Arminia Bielefeld      |          |
| C        | Thomas Broich       | Colonia                |          |
| P        | Darius Kampa        | Zalaegerszeg           |          |
| A        | Bekim Kastrati      | Eintracht Braunschweig |          |

### Sessione invernale
| Acquisti | Acquisti             | Acquisti    | Acquisti |
| R.       | Nome                 | da          | Modalità |
| -------- | -------------------- | ----------- | -------- |
| C        | Mikkel Thygesen      | Midtjylland |          |
| C        | Alexander Baumjohann | Schalke 04  |          |
| D        | Steve Gohouri        | Young Boys  |          |

| Cessioni | Cessioni       | Cessioni       | Cessioni |
| R.       | Nome           | da             | Modalità |
| -------- | -------------- | -------------- | -------- |
| D        | Thomas Helveg  | Odense         |          |
| A        | Václav Svěrkoš | Austria Vienna |          |

## Risultati

### Bundesliga

#### Girone di andata
| Arbitro: | Gagelmann |

|                                  |           |  |
| Svensson 51’ Neuville 60’ (rig.) | Marcatori |  |

| Arbitro: | Wagner |

|            |           |  |
| Schroth 5’ | Marcatori |  |

| Arbitro: | Stark |

|          |           |  |
| Kahê 59’ | Marcatori |  |

| Arbitro: | Weiner |

|                                                      |           |               |
| Reghecampf 7’ (rig.) Schlaudraff 31’, 84’ Ebbers 51’ | Marcatori | 50’, 90’ Kahê |

| Arbitro: | Fandel |

|          |           |  |
| Kahê 39’ | Marcatori |  |

| Arbitro: | Meyer |

|                               |           |  |
| Hunt 33’ Schulz 35’ Diego 38’ | Marcatori |  |

| Arbitro: | Perl |

|                                  |           |             |
| Kluge 34’ Neuville 35’ Degen 83’ | Marcatori | 16’ Madlung |

| Arbitro: | Merk |

|                         |           |              |
| Dárdai 50’ Pantelić 73’ | Marcatori | 63’ Neuville |

| Arbitro: | Brych |

|  |           |                       |
|  | Marcatori | 12’ Babić 74’ Voronin |

| Arbitro: | Wack |

|              |           |  |
| Takahara 78’ | Marcatori |  |

| Arbitro: | Sippel |

|  |           |                               |
|  | Marcatori | 11’ (aut.) António 31’ Varela |

| Arbitro: | Meyer |

|             |           |              |
| Ljuboja 66’ | Marcatori | 84’ Neuville |

| Arbitro: | Stark |

|  |           |              |
|  | Marcatori | 50’ Balitsch |

| Arbitro: | Fleischer |

|          |           |  |
| Cacau 6’ | Marcatori |  |

| Arbitro: | Merk |

|                |           |            |
| Demichelis 23’ | Marcatori | 33’ Delura |

| Arbitro: | Schmidt |

|                     |           |               |
| Demirtas 17’ (aut.) | Marcatori | 89’ Jovanović |

| Arbitro: | Perl |

|                            |           |  |
| Gkekas 45’ Kahê 85’ (aut.) | Marcatori |  |

#### Girone di ritorno
| Arbitro: | Kircher |

|                            |           |           |
| Radu 33’, 39’ Munteanu 89’ | Marcatori | 79’ Degen |

| Mönchengladbach 30 gennaio 2007, ore 20:00 CET 19ª giornata | Borussia M'gladbach | 0 – 0 referto | Norimberga | Borussia-Park (33 116 spett.)\| Arbitro: \| Rafati \| |
| Arbitro:                                                    | Rafati              |               |            |                                                       |

| Arbitro: | Meyer |

|  |           |                      |
|  | Marcatori | 28’ Insúa 89’ Jansen |

| Mönchengladbach 10 febbraio 2007, ore 15:30 CET 21ª giornata | Borussia M'gladbach | 0 – 0 referto | Alemannia Aquisgrana | Borussia-Park (50 230 spett.)\| Arbitro: \| Gagelmann \| |
| Arbitro:                                                     | Gagelmann           |               |                      |                                                          |

| Arbitro: | Schmidt |

|          |           |  |
| Frei 19’ | Marcatori |  |

| Arbitro: | Fleischer |

|                       |           |                      |
| Delura 17’ Rafael 90’ | Marcatori | 11’ Womé 84’ Vranješ |

| Arbitro: | Sippel |

|             |           |  |
| Makiadi 65’ | Marcatori |  |

| Arbitro: | Perl |

|                            |           |             |
| Rafael 32’, 69’ Delura 86’ | Marcatori | 56’ Giménez |

| Arbitro: | Stark |

|             |           |  |
| Voronin 90’ | Marcatori |  |

| Arbitro: | Kinhöfer |

|           |           |               |
| Insúa 89’ | Marcatori | 11’ Kyrgiakos |

| Arbitro: | Meyer |

|                         |           |  |
| Asamoah 57’ Kurányi 71’ | Marcatori |  |

| Arbitro: | Merk |

|  |           |              |
|  | Marcatori | 90’ Guerrero |

| Arbitro: | Brych |

|              |           |  |
| Bruggink 32’ | Marcatori |  |

| Arbitro: | Fandel |

|  |           |             |
|  | Marcatori | 53’ Hilbert |

| Arbitro: | Weiner |

|           |           |            |
| Kluge 52’ | Marcatori | 12’ Makaay |

| Arbitro: | Kinhöfer |

|                                        |           |  |
| Zidan 32’ (rig.) Ruman 45’ Feulner 72’ | Marcatori |  |

| Arbitro: | Merk |

|  |           |                        |
|  | Marcatori | 24’ Dabrowski 82’ Wosz |

### Coppa di Germania
| Arbitro: | Kempter |

|           |           |                                         |
| Köhns 64’ | Marcatori | 14’, 43’ Svěrkoš 26’ António 73’ Delura |

| Arbitro: | Gräfe |

|                |           |           |
| Menga 17’, 58’ | Marcatori | 20’ Sonck |

## Statistiche

### Statistiche di squadra
| Competizione      | Punti | In casa | In casa | In casa | In casa | In casa | In casa | In trasferta | In trasferta | In trasferta | In trasferta | In trasferta | In trasferta | Totale | Totale | Totale | Totale | Totale | Totale | DR  |
| Competizione      | Punti | G       | V       | N       | P       | Gf      | Gs      | G            | V            | N            | P            | Gf           | Gs           | G      | V      | N      | P      | Gf     | Gs     | DR  |
| ----------------- | ----- | ------- | ------- | ------- | ------- | ------- | ------- | ------------ | ------------ | ------------ | ------------ | ------------ | ------------ | ------ | ------ | ------ | ------ | ------ | ------ | --- |
| Bundesliga        | 26    | 17      | 5       | 6       | 6       | 15      | 16      | 17           | 1            | 2            | 14           | 8            | 28           | 34     | 6      | 8      | 20     | 23     | 44     | -21 |
| Coppa di Germania | -     | 0       | 0       | 0       | 0       | 0       | 0       | 2            | 1            | 0            | 1            | 5            | 3            | 2      | 1      | 0      | 1      | 5      | 3      | +2  |
| Totale            | 26    | 17      | 5       | 6       | 6       | 15      | 16      | 19           | 2            | 2            | 15           | 13           | 31           | 36     | 7      | 8      | 21     | 28     | 47     | -19 |

### Andamento in campionato
| Giornata  | 1 | 2 | 3 | 4  | 5 | 6 | 7 | 8 | 9  | 10 | 11 | 12 | 13 | 14 | 15 | 16 | 17 | 18 | 19 | 20 | 21 | 22 | 23 | 24 | 25 | 26 | 27 | 28 | 29 | 30 | 31 | 32 | 33 | 34 |
| --------- | - | - | - | -- | - | - | - | - | -- | -- | -- | -- | -- | -- | -- | -- | -- | -- | -- | -- | -- | -- | -- | -- | -- | -- | -- | -- | -- | -- | -- | -- | -- | -- |
| Luogo     | C | T | C | T  | C | T | C | T | C  | T  | C  | T  | C  | T  | T  | C  | T  | T  | C  | T  | C  | T  | C  | T  | C  | T  | C  | T  | C  | T  | C  | C  | T  | C  |
| Risultato | V | P | V | P  | V | P | V | P | P  | P  | P  | N  | P  | P  | N  | N  | P  | P  | N  | V  | N  | P  | N  | P  | V  | P  | N  | P  | P  | P  | P  | N  | P  | P  |
| Posizione | 4 | 8 | 4 | 10 | 5 | 7 | 5 | 9 | 11 | 14 | 14 | 14 | 14 | 15 | 16 | 15 | 16 | 16 | 17 | 16 | 16 | 18 | 18 | 18 | 18 | 18 | 18 | 18 | 18 | 18 | 18 | 18 | 18 | 18 |

Legenda:

Luogo: C = Casa; T = Trasferta. Risultato: V = Vittoria; N = Pareggio; P = Sconfitta.

### Statistiche dei giocatori
| Giocatore        | Bundesliga | Bundesliga | Bundesliga  | Bundesliga | Coppa di Germania | Coppa di Germania | Coppa di Germania | Coppa di Germania | Totale   | Totale | Totale      | Totale     |
| Giocatore        | Presenze   | Reti       | Ammonizioni | Espulsioni | Presenze          | Reti              | Ammonizioni       | Espulsioni        | Presenze | Reti   | Ammonizioni | Espulsioni |
| ---------------- | ---------- | ---------- | ----------- | ---------- | ----------------- | ----------------- | ----------------- | ----------------- | -------- | ------ | ----------- | ---------- |
| Z. António       | 30         | 0          | 3           | 0          | 2                 | 1                 | 1                 | 0                 | 32       | 1      | 4           | 0          |
| A. Baumjohann    | 3          | 0          | 0           | 0          | 0                 | 0                 | 0                 | 0                 | 3        | 0      | 0           | 0          |
| K. Bøgelund      | 21         | 0          | 3           | 0          | 1                 | 0                 | 1                 | 0                 | 22       | 0      | 4           | 0          |
| M. Compper       | 23         | 0          | 3           | 0          | 1                 | 0                 | 0                 | 0                 | 24       | 0      | 3           | 0          |
| F. Daems         | 0          | 0          | 0           | 0          | 0                 | 0                 | 0                 | 0                 | 0        | 0      | 0           | 0          |
| D. Degen         | 18         | 2          | 4           | 0          | 1                 | 0                 | 0                 | 0                 | 19       | 2      | 4           | 0          |
| M. Delura        | 28         | 3          | 3           | 0          | 2                 | 1                 | 0                 | 0                 | 30       | 4      | 3           | 0          |
| H. El-Fakiri     | 18         | 0          | 4           | 0          | 1                 | 0                 | 0                 | 0                 | 19       | 0      | 4           | 0          |
| R. Fleßers       | 6          | 0          | 0           | 0          | 0                 | 0                 | 0                 | 0                 | 6        | 0      | 0           | 0          |
| S. Gohouri       | 14         | 0          | 4           | 2          | 0                 | 0                 | 0                 | 0                 | 14       | 0      | 4           | 2          |
| C. Heimeroth     | 7          | 0          | 0           | 0          | 2                 | 0                 | 0                 | 0                 | 9        | 0      | 0           | 0          |
| T. Helveg        | 8          | 0          | 0           | 1          | 2                 | 0                 | 1                 | 0                 | 10       | 0      | 1           | 1          |
| F. Insúa         | 32         | 2          | 4           | 0          | 1                 | 0                 | 0                 | 0                 | 33       | 2      | 4           | 0          |
| M. Jansen        | 23         | 1          | 3           | 0          | 1                 | 0                 | 0                 | 0                 | 24       | 1      | 3           | 0          |
| K. Kahê          | 26         | 4          | 3           | 0          | 2                 | 0                 | 0                 | 0                 | 28       | 4      | 3           | 0          |
| K. Keller        | 28         | 0          | 0           | 0          | 0                 | 0                 | 0                 | 0                 | 28       | 0      | 0           | 0          |
| O. Kirch         | 14         | 0          | 1           | 0          | 0                 | 0                 | 0                 | 0                 | 14       | 0      | 1           | 0          |
| P. Kluge         | 25         | 2          | 8           | 0          | 1                 | 0                 | 1                 | 0                 | 26       | 2      | 9           | 0          |
| M. Lamidi        | 5          | 0          | 1           | 0          | 0                 | 0                 | 0                 | 0                 | 5        | 0      | 1           | 0          |
| T. Levels        | 12         | 0          | 1           | 0          | 2                 | 0                 | 1                 | 0                 | 14       | 0      | 2           | 0          |
| F. Löhe          | 0          | 0          | 0           | 0          | 0                 | 0                 | 0                 | 0                 | 0        | 0      | 0           | 0          |
| M. Marin         | 4          | 0          | 0           | 0          | 0                 | 0                 | 0                 | 0                 | 4        | 0      | 0           | 0          |
| M. Melka         | 0          | 0          | 0           | 0          | 0                 | 0                 | 0                 | 0                 | 0        | 0      | 0           | 0          |
| O. Neuville      | 16         | 4          | 0           | 0          | 1                 | 0                 | 0                 | 0                 | 17       | 4      | 0           | 0          |
| E. Polański      | 22         | 0          | 4           | 0          | 0                 | 0                 | 0                 | 0                 | 22       | 0      | 4           | 0          |
| N. Rafael        | 19         | 3          | 5           | 0          | 2                 | 0                 | 0                 | 0                 | 21       | 3      | 5           | 0          |
| S. Richter       | 0          | 0          | 0           | 0          | 0                 | 0                 | 0                 | 0                 | 0        | 0      | 0           | 0          |
| T. Rubink        | 1          | 0          | 0           | 0          | 0                 | 0                 | 0                 | 0                 | 1        | 0      | 0           | 0          |
| R. Schnitzler    | 1          | 0          | 0           | 0          | 0                 | 0                 | 0                 | 0                 | 1        | 0      | 0           | 0          |
| W. Sonck         | 7          | 0          | 1           | 0          | 1                 | 1                 | 0                 | 0                 | 8        | 1      | 1           | 0          |
| B. Svensson      | 19         | 1          | 3           | 0          | 1                 | 0                 | 0                 | 0                 | 20       | 1      | 3           | 0          |
| S. Svärd         | 9          | 0          | 2           | 0          | 0                 | 0                 | 0                 | 0                 | 9        | 0      | 2           | 0          |
| V. Svěrkoš       | 6          | 0          | 1           | 0          | 1                 | 2                 | 0                 | 0                 | 7        | 2      | 1           | 0          |
| B. Thijs         | 14         | 0          | 0           | 0          | 2                 | 0                 | 0                 | 0                 | 16       | 0      | 0           | 0          |
| M. Thygesen      | 5          | 0          | 0           | 0          | 0                 | 0                 | 0                 | 0                 | 5        | 0      | 0           | 0          |
| J. van den Bergh | 1          | 0          | 0           | 0          | 1                 | 0                 | 0                 | 0                 | 2        | 0      | 0           | 0          |